# Андриян Димитров
Андриян Димитров Димитров (роден на 3 октомври 1999 г.) е български футболист, който играе на поста централен нападател. Състезател на Спартак (Варна).

## Кариера
Димитров е бивш играч на Банско, Лудогорец II и Спартак (Плевен).
На 7 юли 2021 г. Андриян е обявен за ново попълнение на Добруджа. Прави дебюта си на 24 юли при загубата с 3:0 като гост на Созопол.

### Спартак Варна
На 3 юни 2023 г. плевенчанинът подписва с варненския Спартак.